# Лесневский, Станислав Стефанович
Станисла́в Стефа́нович Лесне́вский (4 октября 1930,  Оренбург— 18 января 2014, Москва) — советский и российский литературный критик, литературовед. Исследователь биографии и творчества  А.А. Блока, издатель. Инициатор и вдохновитель работы по восстановлению усадьбы Шахматово, созданию Блоковского музея-заповедника в Подмосковье, и музея А. А. Блока в Ленинграде (СПб).

## Биография
Родился в семье служащих. Отец – Стефан Янович Лесневский, радиоинженер. Мать – Александра Яковлевна Гольштейн, учитель немецкого языка.
Окончил русское отделение филологического факультета МГУ (1953). В 1953-1955 гг. преподавал  русский язык и лит-ру в средних школах на станции Озерки Алтайского края  и в Красноярске. С 1956 по 1960 учился в аспирантуре Литературного института. В 1960-1962 -  старший редактор в изд-ве «Сов. писатель», где вошёл в комиссию от партбюро и профсоюза издательства по проверке деятельности директора его правления Н. В. Лесючевского. Его обвиняли в том, что он способствовал аресту поэта Н. Заболоцкого и ещё нескольких писателей при Сталине. Факты подтвердились. Но сохранивший должность директор уволил Лесневского.. 1962-1963 – заведующий отделом русской  литературы  «Литературной газеты». В 1963-1967 - редактор отдела критики и эстетического воспитания в журнале «Юность».
С конца 1968 года  на общественных началах начал деятельность по созданию музея А. А.  Блока в Ленинграде,   восстановлению усадьбы  Шахматово и учреждению в Подмосковье Блоковского заповедника.
В 1981 - 1988 гг.  преподавал на Высших лит. курсах Литинститута (вел семинар поэзии вместе с А. Межировым). В январе-марте 1988 -  редактор отдела литературы, член редколлегии журнала «Огонек». 1989-1994 - старший научный сотрудник  отдела русской литературы конца ХIХ – нач. XX в.  ИМЛИ РАН им. А.М. Горького, участвовал в подготовке Полного собрания сочинений   и писем А.А. Блока.  Во второй половине 90-х читал спецкурс по творчеству А. Блока в Коломенском педагогическом  институте. В 1995  начал издательскую деятельность. 1999-2000 – преподаватель истории рус. литературы Российского православного университета св. Иоанна Богослова. 2001-2014 – главный  редактор и директор издательства «Прогресс-Плеяда». 2008 - 2014 – доцент кафедры новейшей русской литературы литературного института им. А.М. Горького.
В 1996 году стал координатором комиссии по подготовке международного суда над КПСС и практикой мирового коммунизма, но дело застопорилось.
Скончался 18 января 2014, похоронен на Даниловском кладбище, уч.17.

## Творчество
Автор работ о русской поэзии XX века, в первую очередь – о жизни и творчестве А. Блока. А также  о  творчестве А. Ахматовой, В. Маяковского, А. Твардовского, П. Антокольского, Н. Асеева, В. Соколова.
Впервые выступил  в печати в 1950-е гг. В 1960-е гг. одним из первых отозвался на выход в свет стихов  Б. Ахмадулиной, А. Вознесенского, О. Чухонцева, Е.  Евтушенко.
В статье «Александр Блок и русская культура» («Советская культура», 28 ноября 1970. № 142 (4266). С.3)  утверждает значимость творчества А. Блока   прежде всего как  наследника классических традиций русской  культуры, делая акцент на  гуманистическом  начале его поэзии. В 1975  вместе с З.Г. Минц впервые опубликовал статью П.А. Журова «Шахматовская библиотека Бекетовых-Блока», а также  описание библиотеки, сделанное П.А. Журовым в 1924 (Ученые записки Тартуского гос. ун-та. Вып. 358). В главу   «Тропа к Блоку» книги «Завещанное, заветное» (1977) вошли собранные Лесневским  подлинные  рассказы жителей окрестностей Шахматова,  людей, которые  помнили поэта.  В кн. «Путь, открытый взорам. Московская земля в жизни Александра Блока: Биографическая хроника» (ч.1, 1980) описана, с опорой  на документы, и проанализирована событийная канва жизни А. Блока с 1881 по 1905 гг. фактически по дням. Автор впервые ввел  в широкий оборот многие архивные  документы, в том числе рукописи и письма родных А. Блока. В 1982  вместе с З. Минц Л. готовит первую полную публикацию книги М.А. Бекетовой «Шахматово: Семейная хроника» (Литнаследство, т.92).
В  1990-2000  Л. исследует проблему трагического переосмысления А. Блоком значения октябрьской революции 1917, эволюцию взглядов поэта в последние годы жизни («“Это черная музыка Блока…ˮ: К 110-летию со дня рождения поэта» (1990);  «Молчание гения: К 75-летию смерти А.А. Блока» (1996); «Поэт и империя», 2012). Углубленно  исследовал биографию А. Блока в ее связи с Шахматовом  в одной из своих последних  книг -  «Русская даль. Шахматово. Пролог» (2013), где в  центре внимания Лесневского – «корни» поэта. В частности,  в книге впервые опубликовано письмо прапрадеда А. Блока И.А. Блока А.А. Аракчееву(1799).
Лесневский - составитель ряда сборников научных статей, посвященных русским писателям.

## Деятельность по увековечению памяти А. Блока
Работа     по увековечению памяти А.А. Блока,  борьба за восстановление усадьбы Шахматово и создание Блоковского заповедника в Подмосковье стали главным делом жизни С. Лесневского с конца 1960-х гг.  
О том, как и когда пришел Александр Блок в жизнь С. Лесневского, можно узнать из документов домашнего архива литературоведа,  в частности, из документа, который значится в архиве под условным названием «Автобиографический очерк». Это незавершенный рукописный текст, созданный Лесневским,  судя по  характеру почерка, незадолго до его ухода. Как отмечает автор, впервые мысль о создании музеев Блока появилась у него летом 1968 года,   в доме творчества в Абхазии, где он перечитывал  прозу поэта. Кроме того, на Лесневского, по его словам,  сильнейшее впечатление произвела публикация статьи Лидии Либединской о ее поездке в разоренную усадьбу.
Осенью 1968 года, вернувшись в Москву, Лесневский  решил организовать открытое письмо о необходимости создания музеев Александра Блока в Ленинграде и в Шахматове. По его замыслу, это помогло бы  всколыхнуть общественность и повлиять на те государственные структуры, от которых зависело решение задачи. Его друг, филолог-романист Виктор  Балашов посоветовал собрать подписи лауреатов Ленинской премии под этим обращением.
Сбор подписей, начавшийся осенью 1968 г.,  продолжался до начала лета 1969 г. А с 1969 года начался поток публикаций С. Лесневского, направленных на то, чтобы доказать  необходимость создания памятных блоковских мест. Первая такая статья была посвящена блоковским местам Ленинграда, она   вышла в газете «Советская культура» 10 февраля 1969 г. под названием «Там, где жил Блок».
С публикациями о необходимости создания блоковского музея-заповедника Лесневский выступал  вплоть до времени восстановления дома в Шахматове (2001). Также он организовывал множество  писем влиятельных деятелей культуры, руководителей Союза писателей во властные структуры различного уровня.
23 июля 1969 г. в Литературной газете было опубликовано письмо, подписанное одиннадцатью видными деятелями отечественной культуры – лауреатами Ленинской премии. Вышло письмо под заголовком «Создадим в Ленинграде и Шахматове музеи Александра Блока». Обращение подписали Михаил Аникушин, Расул Гамзатов, Сергей Коненков, Александр Прокофьев, Святослав Рихтер, Георгий Свиридов, Александр Твардовский, Георгий Товстоногов, Галина Уланова, Корней Чуковский,  Дмитрий Шостакович.  Публикация письма стала первым шагом к восстановлению блоковской усадьбы.
В августе-сентябре 1969 г. Московская писательская организация командирует Лесневского в Шахматово. Он обходит все окрестные деревни, общается с жителями. Находит тех, кто помнил Блока, записывает их рассказы. Также ищет способ отметить место бывшей усадьбы, которое сплошь заросло лесом. «С помощью мужиков соседних деревень Гудино  и Осинки выкопали столбы и прикрепили памятные надписи. Но их довольно скоро обстреляли охотники, и они стали ржаветь  и осыпаться.» (Автобиографический очерк).
10 сентября 1969 г.  на  поляне вблизи бывшей усадьбы по совету С.С. Гейченко  установили огромный камень. Ледниковый валун весом 12 тонн издавна лежал в овраге за деревней Осинки, его показали Лесневскому местные жители.

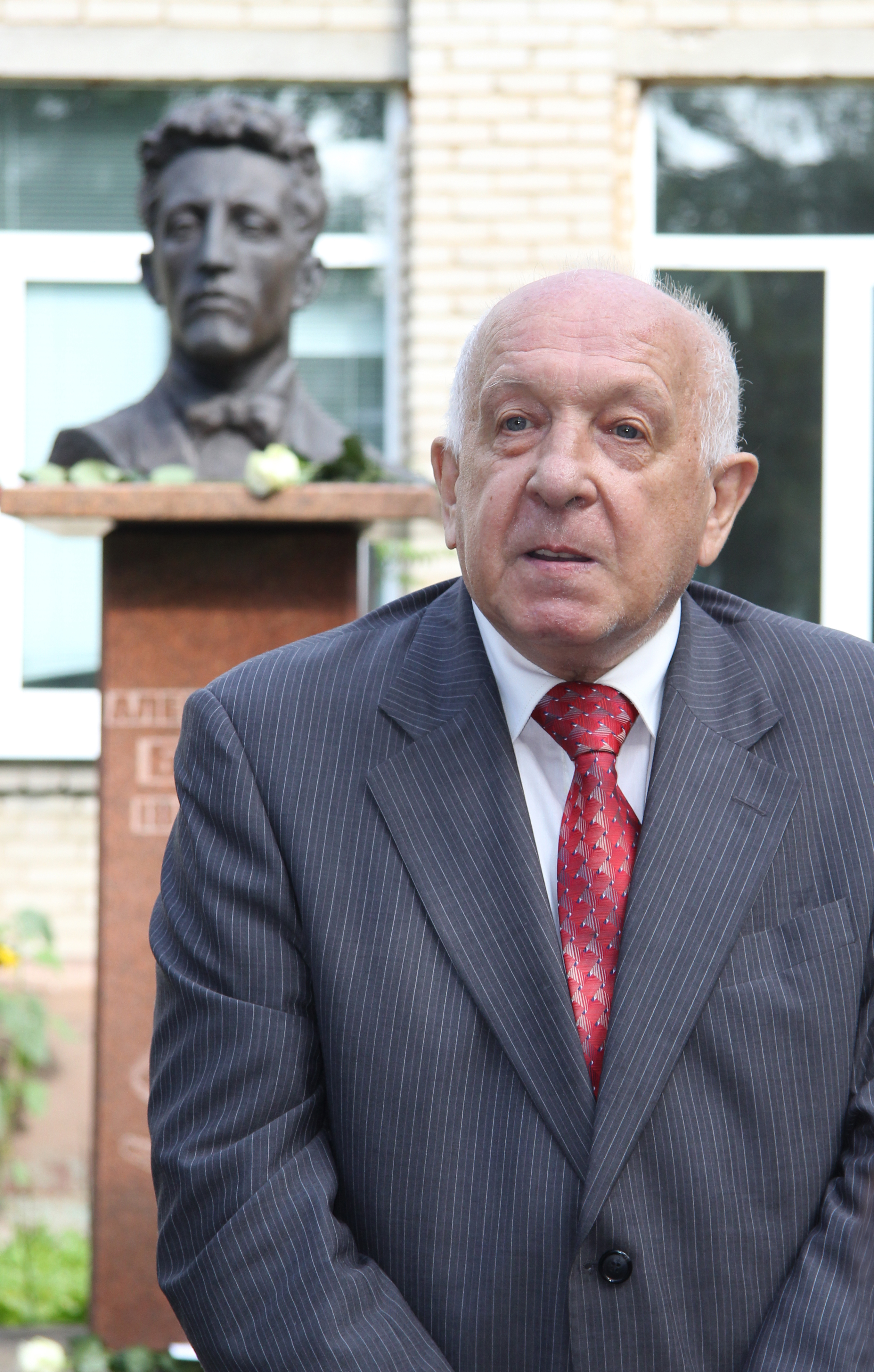
С. С. Лесневский у школы имени А. А. Блока

9 августа 1970 г. состоялся первый Блоковский праздник поэзии  в Шахматове. Его ведущим стал поэт П. Антокольский. В числе участников были М. Алигер, Е. Долматовский, Е. Евтушенко, Л. Либединская, В. Солоухин, Б. Окуджава, Е. Шевелева. Гостями праздника также стали  Л. Васильева, К. Симонов, Б. Слуцкий, Д. Самойлов, М. Лисянский,  П. Вегин, Т. Жирмунская. Был заложен «формат» выступлений на Блоковском празднике: выступающие произносят слово об Александре Блоке, о значении подмосковной земли в его жизни, читают стихи поэта и свои произведения, посвященные Блоку. Так происходит и поныне.  Также существует традиция приглашать на шахматовскую поляну артистов: мастеров художественного слова, музыкантов-исполнителей, вокалистов. В  годы проведения первых праздников закрепился  и обычай  читать стихи, забравшись на Блоковский валун.
Помимо праздника в Шахматове, 9 августа 1970 г. в  Тараканове, в здании бывшей земской школы, которое принадлежало тогда совхозу, к 90-летию А. Блока открылась выставка, посвящённая поэту. Экспозиция была подготовлена Лесневским при поддержке Московской писательской организации. Было представлено около 300 документов - в том числе копии редких фотографий, автографов Блока. Это были копии документов из хранилищ Пушкинского дома, Государственного литературного музея, Музея им. Д.И. Менделеева (Ленинград) и собрания коллекционера Н.П.Ильина (Москва).
В своем отчете о проведении 1-го праздника, направленном в секретариат Московской писательской организации,  юбилейная Блоковская комиссия во главе с П. Антокольским (секретарем комиссии был Лесневский ) заявила о необходимости сделать праздник традиционным. Предложение было принято писательским начальством. С 1970 г. Блоковские праздники поэзии проходят ежегодно, в первое воскресенье августа.  Традиция, инициатором которой стал Лесневский, за более чем полвека ни разу не прерывалась.
После того, как  в 1984 году был открыт музей-заповедник А. Блока в Шахматове, Лесневский стал вместе с музеем участвовать в подготовке Блоковских праздников.
С 1970 года С. Лесневский выступал за восстановление усадьбы Д.И. Менделеева Боблово, обращаясь с письмами в различные инстанции. В 2000-е годы выступает за создание единого Государственного музея-заповедника, включающего Боблово, Тараканово, Шахматово. Обращался с письмами в руководство Московской области, к председателю Совета Федерации РФ С. Миронову. В 2005 году организовал открытое письмо губернатору Подмосковья  Б. Громову с просьбой рассмотреть вопрос о создании единого музея-заповедника. Под обращением подписались Е. Евтушенко, В. Енишерлов, К. Азадовский, И. Волгин и другие деятели культуры. Письмо опубликовано в «Литературной газете» в августе 2005 года.

## Другие инициативы  С.С. Лесневского по возрождению, развитию и сохранению памятных литературных мест
В начале 2000-х гг С. Лесневский выступает за возвращение широкому читателю  творчества поэта С. Клычкова, погибшего в годы сталинских репрессий. Литературовед говорит о необходимости широкого празднования 120-летия поэта (2009). (С. Лесневский. Печальный Лель. Литературная газета, № 16, 19-25 апреля 2000. С. 9.)
В 80-е годы С. Лесневский  предпринимает шаги, направленные на создание музея Б. Пастернака в переделкинском доме поэта. В частности, он обращается  к секретарю правления Союза писателей СССР и председателю литфонда СССР поэту  А. Кешокову с письмом, в котором говорит о недопустимости передачи пастернаковской дачи новому арендатору, о необходимости создания мемориального музея в доме поэта (письмо 1984 года).
Инициативы С. Лесневского по увековечению памяти А. Блока в Москве:
- С. Лесневский с помощью писем в соответствующие инстанции от имени руководства Московской писательской организации СП РСФСР добивался установки мемориальной доски в память А. Блока на доме № 6 по ул. А. Толстого (ныне возвращено прежнее название улицы  – Спиридоновка). 27 ноября 1981 г. исполком Моссовета принял решение об установлении мемориальной доски
- В начале 1990-х гг С. Лесневский начинает деятельность, направленную на открытие в Москве музея А. Блока: готовит письменное обращение к мэру Ю. Лужкову, собирает подписи деятелей культуры  за создание музея.

Инициативы и работа С. Лесневского по увековечению памяти В. Розанова в Сергиевом Посаде.
- В начале 1990-х годов С. Лесневский выступает с инициативой присвоить Центральной районной библиотеке г. Сергиева Посада Московской области имени В. Розанова. Литературовед составляет соответствующие обращения к районным властям от имени руководства ИМЛИ РАН им. А. М. Горького. 5 ноября 1992 года вышло постановление главы администрации Сергиево-Посадского района «О присвоении центральной районной библиотеке имени В.В. Розанова».
- В апреле 1992 года  С. Лесневский предлагает установить в Сергиевом Посаде, на доме, где жил и умер В. Розанов, мемориальную доску.  Соответствующее обращение, составленное Лесневским от имени руководства ИМЛИ РАН, было направлено в органы власти Сергиева Посада (письмо от 9 апреля 1992 года). Мемориальная доска была заказана Лесневским на собственные средства  на предприятии в  Хотькове и привезена им в Сергиев Посад, установлена в 1992 году.
- По инициативе С. Лесневского, при поддержке ИМЛИ РАН, где литературовед тогда служил, с   1993 года 5 февраля, в день памяти В. Розанова, в библиотеке Сергиева Посада ежегодно проводятся Розановские чтения.

Инициативы С. Лесневского, направленные на увековечение памяти А. Блока в Ленинграде (Санкт-Петербурге).
- В 1970 году С. Лесневский  подготовил справку «Об увековечении памяти Александра Блока в Ленинграде» в вышестоящие инстанции, в которой выступил с предложениями: установить мемориальные доски в честь А.Н. Бекетова и А. А. Блока на доме № 9 по Университетской набережной, где родился поэт; организовать квартиру-музей Блока в доме № 57 по улице декабристов; установить в Ленинграде памятник А. Блоку. Этой теме была посвящена публикация: С. Лесневский. Там, где жил Блок / Советская культура,  10 февраля 1970, № 17 (4141), стр. 2. Мемориальная доска на доме № 9 по Университетской набережной была открыта в 1974 г. (см.: С. Лесневский.  Набережная Невы, «ректорский дом» / Литературная газета, № 48 (4490), 27 ноября 1974.
- В 2005 году, в преддверии 125-летия со дня рождения А. Блока, С. Лесневский обращается с письмом к  руководству Санкт-Петербурга с просьбой обратить внимание на положение, в котором находится музей-квартира А. Блока на ул. Декабристов, 57, где залы экспозиций соседствуют с жилыми квартирами. Литературовед предлагает передать в распоряжение музея весь подъезд дома 57 и создать там Музей Серебряного века.

Инициатор и организатор проведения Ахматовских праздников в Бежецке и  Градницах Тверской области в 1987 и 1988 гг., Лесневский придал празднику новый статус, сумев привлечь к его проведению районные органы власти (первый Ахматовский  праздник в 1982 году был неофициальным); способствовал созданию и укреплению традиции проведения таких праздников.  А в 1989 году в Бежецке прошли организованные Лесневским  Ахматовские чтения. (Вопрос, касающийся того, что  ахматовско-гумилевским местам на Бежецкой земле необходим серьезный попечитель, рассматривается в публикации:   С. Лесневский. Здесь жили поэты… / Московский литератор. № 14 (428), 27 марта 1987, стр. 4. )
В конце 1980-х годов С. Лесневский пишет очерк о необходимости восстановления и сохранения памятников старины в Козельском районе Калужской области, в прессе им высказываются идеи о возвращении Оптиной пустыни русской православной церкви. (см.: С. Лесневский. Возвращение красоты. Нелегкая судьба памятников Козельска и Оптиной пустыни / Литературная Россия, 21 октября 1988, № 42 (1342), с. 6-7.)

## Издательство «Прогресс-Плеяда»
Издано более 170 книг. Книги издавались на средства Ирены и Дмитрия Лесневских, основателей телекомпании REN-TV. В 1995 году   вместе с  учеными ИРЛИ РАН начинает издавать 12-томное собрание сочинений А.А. Блока (вышло три тома: Т.1, 1995; Т.2, кн.1., 1997; Т.3, 2005). В  своем издательстве «Прогресс-Плеяда», созданном  в 2001 г.,   выпускает Полное собрание стихотворений А.А. Блока в 3 томах, впервые выстроенное в хронологическом порядке (Т. 1-3: 2009, 2010, 2011). В «Прогресс-Плеяде»  вышло множество репринтных воспроизведений книг поэтов Серебряного века (Блок А., «Стихи о России»; Блок А., «Отроческие стихи»; Клюев Н., «Сосен перезвон» и мн. др.). Л. уделял серьезное внимание художественному оформлению, научному аппарату выпускаемых им изданий, подбору фотоиллюстраций;  к  составлению книг и написанию научных комментариев привлекал авторитетных  ученых.

## Культурный центр «Дом С.С. Лесневского»
В 2016 г. в  дер. Тараканово, рядом с одноименной усадьбой Государственного  мемориального музея-заповедника Д.С. Менделеева и А.А. Блока был создан Культурный центр «Дом С.С. Лесневского». Эта частная библиотека-музей построена по инициативе сестры блоковеда  Ирены Стефановны Лесневской, на средства И. и Д. Лесневских. В Культурный центр И.Лесневской была  передана  домашняя библиотека С. Лесневского,  более 15 тыс. томов, а также его  домашний архив. Более 2200 книг библиотеки имеют  дарственные надписи, сделанные  авторами, переводчиками, редакторами  и составителями подписанных ими изданий.
Домашний архив С. Лесневского - это рукописи работ блоковеда, его записные книжки,  письма и другие автографы деятелей российской культуры, вырезки из газет  и журналов с публикациями на тему культуры и  публикациями самого Лесневского в прессе, охватывающие более шести десятков лет – с 1952 по 2013 годы, и другие документы, касающиеся истории литературной жизни второй половины ХХ-начала XXI веков. В первую очередь это документальные свидетельства деятельности  по восстановлению усадьбы А. Блока Шахматово и созданию Государственного мемориального  музея-заповедника  Д.И. Менделеева и А.А. Блока, в том числе – богатый фотоархив.
Для посетителей «Дома Лесневского» проводится экскурсия на тему «Станислав Лесневский -  организатор работы по восстановлению усадьбы Шахматово и созданию блоковского заповедника в Подмосковье».

## Семья
Сестра — Ирена Лесневская, журналист.
Сын - Александр Лесневский.
Дочь - Анна Лесневская.

## Награды
- Орден Почёта (31 мая 2001 года) — за многолетнюю плодотворную деятельность в области культуры и искусства, большой вклад в укрепление дружбы и сотрудничества между народами[4].
- Почётная грамота Президиума Верховного Совета РСФСР (3 октября 1980 года) — за многолетнюю плодотворную литературную и общественную деятельность[5].

###### Книги
- Завещанное заветное. - М.: Молодая гвардия, 1977.  208 с.
- Музыка революции: (К 100-летию со дня рождения А. Блока). - М., 1980;
- Путь, открытый взорам. Московская земля в жизни Александра Блока: Биографическая хроника, ч.1. – М.: Моск. рабочий, 1980. – 304 с., 3 л. ил.
- «Я к вам приду…» Поэты. Поэзия. Время. - М.: Советский писатель, 1982. 368 с.
- Земля поэта. - М.: Правда, 1987. 47 с. (Библиотека «Огонек»)
- Голубые врата. Очерки. - М.: Правда, 1990. 47 с. ( Библиотека «Огонек»)
- Двойная звезда. Андрей Белый - Александр Блок: биографический очерк. – М., 2013.
- Русская даль. Шахматово. Пролог. – М.: Прогресс-Плеяда, 2013. – 80 с.: ил.
- «Снилось Шахматово…» Судьба усадьбы и участь музея. – М.: Прогресс-Плеяда, 2013. 23 с.: ил.
- «Снилось Шахматово…»: Страницы об Александре Блоке. – М,: Кругъ, 2021. 200 с., ил.

###### С. Лесневский - редактор и составитель книг, сборников и антологий
- Дувакин В.Д. Радость, мастером кованная…: Очерки творчества В.В. Маяковского. – М., 1964.
- Слово о Маяковском: (В. В. Маяковский и сов. поэзия). Сб. ст. - М., 1983.
- Маяковский и современность: Сб. ст. Вып. 2.  – М., 1984.
- В мире Маяковского: Сб. ст. в 2-х кн. - М., 1984. (сост. Ал.Михайлов, С. Лесневский)
- В мире Есенина. Сб. статей. - М., 1986. (сост. А.А. Михайлов, С.С. Лесневский)
- Взгляд: Критика. Полемика. Публикации: Сборник. - М., 1988. (сост. А.Н.Латынина. С.С. Лесневский)
- Андрей Белый. Проблемы творчества: статьи, воспоминания, публикации. Сб. ст. – М., 1988.(сост. А. Михайлов, С. Лесневский)
- Клюев Н.А. Завещание: Избранные стихи. – М., 1988. (Библиотека «Огонек», № 22). (редактор – С. Лесневский)
- Ахматова А.А. Страницы прозы. - М., 1989. («Библиотека «Огонек», № 49.). (редактор – С. Лесневский)
- В мире Добролюбова: Сб. ст. - М., 1989. (сост. Ф.Ф. Кузнецов. С.С. Лесневский)
- Бекетова М. Воспоминания об Александре Блоке: Сб.  [составление В.  Енишерлова, С. Лесневского; вступ. ст. С. Лесневского]. – М., 1990.
- Пастернак Б.Л. Из писем разных лет. – М., 1990. (Библиотека «Огонек», № 6). (редактор – С. Лесневский)
- Ахмадулина Б.А. Побережье: Стихотворения. – М., 1991. (Библиотека «Огонек»). (редактор – С. Лесневский)
- Белый А. Первое свидание: стихи и проза. – М., 1991. (Библиотека «Огонек»).(редактор-составитель С. Лесневский)
- Гиппиус З.Н. Последние стихи. 1914 – 1918. (Петербург, 1918).  М., 1991.  («Библиотека «Огонек»). (редактор-составитель С. Лесневский)

###### Публикации в СМИ
За далью – даль / / Литература и жизнь. 13 мая 1960.
Совет весенних комиссаров. [Поэзия Н. Асеева] / / Комсомольская правда. 3 сентября 1967. № 207.
Стены помнят. [Поэзия В. Соколова] / / Советская Россия. 20 октября 1968. О гражданственности поэзии. / / Юность. 1968. № 4.
Там, где жил Блок / / Советская культура.  10 февраля 1970. № 17 (4141). Александр Блок и русская культура / / Советская культура. 28 ноября 1970. № 142 (4266).
Набережная Невы, «ректорский дом» / / Литературная газета. № 48 (4490). 27 ноября 1974.
[Вступительная статья совм. с З. Минц] / /  Бекетова М.А. Шахматово: Семейная хроника / Том 92: Александр Блок: Новые материалы и исследования. Кн. 3 / АН СССР. Ин-т мировой лит. им. А.М. Горького. — М., 1982.  (Лит. наследство).
«Так жизнь моя сплелась с твоей....» / / Бекетова М. Воспоминания об Александре Блоке: Сб.  [составление В.  Енишерлова, С. Лесневского; вступ. ст. С. Лесневского]. – М., 1990;.
«Это черная музыка Блока…»: К 110-летию со дня рождения поэта / / Книжное обозрение. 1990. 23 ноября (№ 47).
Молчание гения: К 75-летию смерти А.А. Блока / / Литературная газета. 1996. № 32.
Плач и мужество / / Ахматова А. Requiem 1935-1940. – М., 1999.
Всемирное чувство и  чувство России в романтизме Блока / /  Александр Блок и мировая культура: Материалы науч. конф., 14-17 марта 2000.
«По небу полуночи…» / / Маяковский В. Флейта-позвоночник: трагедия, стихотворения, поэмы, 1912-1917. – М., 2007.
  Александр Блок и Михаил Катков. Заметки к теме / / Катковский вестник. – М., 2008.
Поэт и империя / / Блок А. Последние дни императорской власти. – М., 2012.

###### О С. С. Лесневском
- С. Лесневский. Краткая литературная энциклопедия, т.9. – М., 1978. Московская энциклопедия. Том I. Лица Москвы. Книга 6: А—Я. Дополнения. — М., 2014;.
- Радзишевский В. В. Человек, похожий на Блока: Станиславу Лесневскому – семьдесят.  Литературная газета. № 40 (5806). 4-10 октября 2000. Неразлучные имена. [К 75-летию С. С. Лесневского] / / Литературная газета. 5-11 октября 2005. № 41 (6042).
- Потупов Е. В. Из племени подвижников. [10 лет издательству «Прогресс-Плеяда»] / / Брянская учительская газета.  № 48 (305). 05 декабря 2008.
- Енишерлов В.П. Рыцарь серебряного века. Памяти Станислава Лесневского / / Наше наследие. 2013, № 108.
- Венок Станиславу Лесневскому. Вместо прощания. [Сб.] – М., 2014. Енишерлов В. П. Побеждает тишина / / Наше наследие. 2014. № 109. Издательство «Прогресс-Плеяда». Каталог. 1995-2014. Вступ. статья: Енишерлов В.П. «Вот наш патент на благородство…»  – М., 2015. «Желаю Вам четырех тузов…» [Письма поэта Сергея Петрова к Станиславу Лесневскому] // НГ Exlibris. 17 января 2019. Публикация И. Аведовой.